# Lijst van Franse kampioenen dammen
Dit is een lijst van Franse kampioenen dammen.

## Winnaars voor 1937
|      | Grégoire Gregoire |
| 1878 | Henri Lesage      |
| 1885 | Albert Dussaut    |
| 1887 | Louis Barteling   |
| 1894 | Louis Raphael     |
| 1895 | Eugène Leclercq   |
| 1899 | Isidore Weiss     |
| 1912 | Alfred Molimard   |
| 1921 | Marius Fabre      |

## Winnaars na 1938
1937 FFJD (Fédération Française de Jeu de Dames).
| Jaar | Winnaar             | Plaats                    |
| ---- | ------------------- | ------------------------- |
| 1938 | Herman de Jongh     | Parijs                    |
| 1939 | Abel Verse          | Parijs                    |
| 1942 | Pierre Ghestem      | Parijs                    |
| 1943 | Pierre Ghestem      | Parijs                    |
| 1945 | René Fankhauser     | Parijs                    |
| 1946 | Pierre Blum         | Lyon                      |
| 1947 | Georges Malfray     | Parijs                    |
| 1948 | Marcel Bonnard      | Lyon                      |
| 1949 | Georges Malfray     | Parijs                    |
| 1950 | Georges Malfray     | Nice                      |
| 1951 | Marcel Bonnard      | Bordeaux                  |
| 1952 | Abel Verse          | Grenoble                  |
| 1953 | Li-Tchoan King      | Parijs                    |
| 1954 | Li-Tchoan King      | Lyon                      |
| 1955 | Abel Verse          | Les Sables-d'Olonne       |
| 1956 | Michel Hisard       | Tours                     |
| 1957 | Michel Hisard       | Parijs                    |
| 1958 | Raoul Delhom        | Lyon                      |
| 1959 | Baba Sy             | Châtellerault             |
| 1960 | Abel Verse          | Romilly sur Seine         |
| 1961 | Michel Hisard       | Versailles                |
| 1962 | Michel Hisard       | Marseille                 |
| 1963 | Michel Hisard       | Lyon                      |
| 1964 | Michel Hisard       | Alès                      |
| 1965 | Michel Hisard       | Dijon                     |
| 1966 | Georges Mostovoy    | Parijs                    |
| 1967 | Georges Mostovoy    | Amiens                    |
| 1968 | Georges Mostovoy    | Nîmes                     |
| 1969 | Michel Hisard       | Perpignan                 |
| 1970 | Michel Hisard       | Nantes                    |
| 1971 | Michel Hisard       | Toulon                    |
| 1972 | Jean-Pierre Rabatel | Bordeaux                  |
| 1973 | Michel Hisard       | Malaucène                 |
| 1974 | Georges Mostovoy    | La Rochelle               |
| 1975 | Raoul Delhom        | Gaillac                   |
| 1976 | Fidèle Nimbi        | Narbonne                  |
| 1977 | Michel Hisard       | Beauvais                  |
| 1978 | Jean-Pierre Rabatel | Dijon                     |
| 1979 | Henri Cordier       | Valence                   |
| 1980 | Raoul Delhom        | Draguignan                |
| 1981 | Luc Guinard         | Nantes                    |
| 1982 | Jean-Pierre Dubois  | Toulouse                  |
| 1983 | Luc Guinard         | La Chapelle d'Armentières |
| 1984 | Daniel Issalene     | Séclin                    |
| 1985 | Luc Guinard         | Compiègne                 |
| 1986 | Daniel Issalene     | Dax                       |
| 1987 | Olivier Bonnave     | Apt                       |
| 1988 | Olivier Bonnave     | Sorgues                   |
| 1989 | José Beyaert        | Les Sables-d'Olonne       |
| 1990 | Papa Cissé          | Chartres                  |
| 1991 | Daniel Issalène     | Reims                     |
| 1992 | Gilles Delmotte     | Parthenay                 |
| 1993 | Papa Cissé          | Le Mans                   |
| 1994 | Thierry Delmotte    | Mâcon                     |
| 1995 | Fidèle Nimbi        | Troyes                    |
| 1996 | Arnaud Cordier      | Montélimar                |
| 1997 | Arnaud Cordier      | Parthenay                 |
| 1998 | Arnaud Cordier      | Parijs                    |
| 1999 | Nicolas Guibert     | Ax-les-Thermes            |
| 2000 | Arnaud Cordier      | Le Pradet                 |
| 2001 | Arnaud Cordier      | La Roche-sur-Yon          |
| 2002 | Laurent Nicault     | Mont-de-Marsan            |
| 2003 | Laurent Nicault     | Hellemmes                 |
| 2004 | Gilles Delmotte     | Compiègne                 |
| 2005 | Arnaud Cordier      | Bourges                   |
| 2006 | Oscar Lognon        | Lauzerte                  |
| 2007 | Arnaud Cordier      | Gravelines                |
| 2008 | Arnaud Cordier      | Lannion                   |
| 2009 | Thierry Delmotte    | Mont-de-Marsan            |
| 2010 | Arnaud Cordier      | Toulouse                  |
| 2011 | Arnaud Cordier      | La Couture                |
| 2012 | Arnaud Cordier      | La Roche-sur-Yon          |
| 2013 | Arnaud Cordier      | Riom                      |
| 2014 | Arnaud Cordier      | Chartes                   |
| 2015 | Arnaud Cordier      | Tours                     |